# یوسف اودرائوگو
یوسف اودرائوگو (انگلیسی: Youssouf Ouédraogo; زاده ۲۵ دسامبر ۱۹۵۲ – درگذشته ۱۸ نوامبر ۲۰۱۷) سیاستمدار اهل بورکینافاسو بود. وی از ۱۶ ژوئن ۱۹۹۲ تا ۲۲ مارس ۱۹۹۴ نخست‌وزیر این کشور بود.
یوسف اودرائوگو در ۱۸ نوامبر ۲۰۱۷، در سن ۶۴ سالگی درگذشت.